# Hanns Meyer
Hanns Meyer (* 1. Mai 1890 in Bremen; † 14. September 1965 in Bremen) war ein deutscher Naturwissenschaftler, Pädagoge und Verkehrsdirektor in Bremen.

## Biografie
Meyer studierte Naturwissenschaften und Philosophie. Er promovierte zum Thema Meereskunde zum Dr. rer. nat. Er war dann in der Bremer Neustadt von 1917 bis 1920 Lehrer an der Realschule am Leibnizplatz und von 1920 bis 1943 Oberlehrer und Studienrat an der Oberrealschule bzw. Oberschule an der Dechatstraße im Stadtteil Mitte.
Er war zudem journalistisch tätig. 1925 wurde er mit der Gründung eines Bremischen Presseamtes beauftragt. 1940 war er auch kommissarischer Geschäftsführer des Bremer Kanalvereins. Bis September 1945 leitete er ehrenamtlich das Presseamt des Senats.
Von 1946 bis 1957 war er als Verkehrsdirektor der Geschäftsführer des Verkehrsvereins Bremen, damals Sögestraße 62/64. Sein Nachfolger war Dr. Herbert Benning. 1953 sammelte er erfolgreich Spenden für die Erstellung des Denkmals Die Bremer Stadtmusikanten, das der Verkehrsverein 1955 der Stadt übergab. Er schrieb populäre, weitverbreitete Bücher über Bremen.

## Werke
- Die Westindische Banane, Verlag Hans Kurt Rose,  Bremen 1925
- Strandgetier, Friesen-Verlag, Bremen 1926
- Das Bremer Gesicht – Ein Begleiter durch die alte und neue Hansestadt, Hauschild-Verlag, Bremen 1938 u. 1964ff
- Bremische Pioniere der Fotochemie, In: Der Schlüssel, Bd. 5, Bremen 1940
- mit  Arthur Bothe, Hermann Gildemeister, Wulf Schaefer, Wilhelm Wortmann: Bremen und seine Bauten 1900–1951, Schünemann, Bremen 1952
- mit Hans Saebens: Schiffe und Häfen in Bremen, Schünemann, Bremen 1955
- Gastliches Bremen – Von Gästen und Gastereien, von Gasthöfen und Lustbarkeiten im Wandel der Zeiten, Hauschild-Verlag, Bremen 1959
- Im guten Ratskeller zu Bremen, Hauschild-Verlag, Bremen 1959 ff
- Für Bremen und die Weser, 1960
- Am Wasser, Verlag Hans Schwarz, Bayreuth
- Bremen Baudenkmäler einer Hansestadt, um 1960
- Eugen Roth, Carl Zuckmayer, Heinrich Böll, Hanns Meyer u. a.; Deutschland – Ein Hausbuch,	Bertelsmann Lesering, 1965